# Giancarlo Stanton
Giancarlo Cruz Michael Stanton (8 de noviembre de 1989) es un jugador de béisbol profesional estadounidense que se desempeña en la posición de jardinero y que milita actualmente en los New York Yankees de las Grandes Ligas. Anteriormente jugó con los Miami Marlins, con quienes debutó en 2010. 
A lo largo de su carrera, ha sido seleccionado para cuatro Juegos de Estrellas y premiado con dos Bates de Plata y dos Premios Hank Aaron por su rendimiento ofensivo. En el 2017 obtuvo el reconocimiento como Jugador Más Valioso de la Liga Nacional. En noviembre de 2014, firmó, para su momento, el contrato más grande en la historia del deporte de equipos, valuado en $325 millones por trece años.

## Carrera profesional

### Florida/Miami Marlins
Stanton fue seleccionado por los Marlins de Florida en la segunda ronda (posición 76) del draft de 2007, de la escuela Preparatoria Católica Notre Dame en Sherman Oaks, Los Ángeles, California.

#### 2010
El 6 de junio de 2010, los Marlins anunciaron que Stanton sería convocado para las Grandes Ligas, debutando el 8 de junio. A los 20 años y 212 días, se convirtió en el tercer jugador más joven en debutar en la historia de los Marlins, detrás de Édgar Rentería (19 años, 276 días) y Miguel Cabrera (20 años, 67 días). Stanton se fue de 5-3 con dos sencillos dentro del cuadro y dos carreras anotadas en su debut.
El primer jonrón de Grandes Ligas de Stanton fue un grand slam frente al lanzador Matt Garza de los Rays de Tampa Bay. Se unió a Jeff Conine, Chuck Carr, Quilvio Veras, Craig Counsell y Jeremy Hermida en la lista de Marlins cuyo primer cuadrangular llegó con las bases llenas. Además, Stanton se convirtió en el cuarto jugador en los últimos 25 años en conectar el primer grand slam de su carrera antes de cumplir 21 años, junto con José Reyes (2003), Andruw Jones (1997) y Alex Rodríguez (1996). El 11 de agosto de 2010 contra los Nacionales de Washington, se fue de 5 por 5 con cuatro carreras impulsadas, dos dobles y un jonrón. Se convirtió en el segundo jugador más joven en registrar cinco hits y cuatro carreras impulsadas en un juego, y el más joven en hacerlo desde 1935 (Phil Cavarretta, que tenía 19 años y 33 días con los Chicago Cubs el 21 de agosto de 1935). Stanton también es el segundo Marlin con cinco hits y cuatro carreras impulsadas en el mismo juego, junto a Gary Sheffield, quien lo hizo el 17 de septiembre de 1995 en Colorado. Culminó su temporada como novato con promedio de bateo de .259, 22 jonrones y 59 impulsadas.

#### 2011
En 2011, Stanton jugó con lesiones en las piernas y los ojos que le impidieron rendir constantemente en la alineación de los Marlins. Conectó su primer jonrón ganador (walk-off) el 6 de julio de 2011 contra los Filis de Filadelfia. Terminó la temporada 2011 bateando .262 con 34 jonrones y 87 carreras impulsadas en 516 turnos al bate. 
Al final de la temporada, Stanton registraba 56 jonrones en su carrera antes de cumplir 22 años (en noviembre), igualando a Alex Rodríguez y solo detrás de Ken Griffey Jr. entre los jugadores en las últimas 40 temporadas.

#### 2012
El 21 de mayo de 2012, Stanton bateó un grand slam frente a Jamie Moyer que viajó 462 pies con una velocidad de 122.4 mph, el más rápido desde que el programa Home Run Tracker de ESPN inició sus registros. Moyer no había permitido un grand slam desde 2004.
El 28 de junio de 2012, Stanton confirmó que jugaría en el Juego de Estrellas de 2012 y participaría en el Derby de Jonrones. Sin embargo, el 7 de julio dejó el juego contra los Cardenales de San Luis después de sufrir una molestia en la rodilla. Al día siguiente, tuvo una cirugía en la rodilla y eventualmente se perdió los dos eventos. Fue colocado en la lista de lesionados de 15 días el 14 de julio. El 17 de agosto, Stanton conectó un jonrón de 494 pies en Coors Field, el más largo en las Grandes Ligas desde 2009.
Stanton terminó la temporada 2012 con récords personales en jonrones (37, 2º en la Liga Nacional, detrás de Ryan Braun), promedio de bateo (.290), porcentaje de embasarse (.361) y porcentaje de slugging (.608) que lideró todas las mayores. Fue tercero en la Liga Nacional en porcentaje de embasado más slugging (.969, detrás de Braun y Joey Votto).

#### 2013
En 2013, Stanton formó parte del equipo de Estados Unidos para el Clásico Mundial de Béisbol 2013. El 27 de abril de 2013, Stanton conectó su primer jonrón de la temporada, viajando a unos 472 pies. Stanton fue puesto en la lista de lesionados de 15 días tres días después debido a una lesión en el muslo, y fue reactivado el 10 de junio de 2013. En una victoria del 17 de junio de 2013, conectó dos jonrones largos, uno de ellos ante el excerrador Heath Bell para tomar la delantera. Fueron los cuadrangulares 99 y 100 en su carrera, convirtiéndolo en el noveno jugador más rápido en conectar 100 jonrones en su carrera.
Con solo 116 juegos jugados, no pudo poner números equivalentes a la temporada anterior: en 425 turnos al bate registró un promedio de .249 con 106 hits, 62 impulsadas y 24 jonrones al final de la temporada. En el último día de la temporada regular contra los Tigres de Detroit, Stanton anotó la carrera ganadora en un lanzamiento descontrolado para completar el juego sin hits de Henderson Álvarez.

#### 2014
En 2014, Stanton conectó su jonrón 154 con los Marlins, igualando el récord de la franquicia con Dan Uggla. El 11 de septiembre, fue golpeado por un lanzamiento en la cara por el lanzador de los Cerveceros de Milwaukee, Mike Fiers, y al principio se esperaba que reanudara el juego, pero el examen posterior determinó que la lesión era más grave. El impacto resultó en múltiples fracturas faciales, laceraciones y daños dentales. El 17 de septiembre, los Marlins anunciaron que Stanton no jugaría las dos últimas semanas de la temporada 2014. En 145 juegos, bateó .288 con 37 jonrones, 105 carreras impulsadas, 94 bases por bolas (24 intencionales), un porcentaje de slugging de .555 y un OPS de .950. Terminó segundo en la votación al Jugador Más Valioso de la Liga Nacional, siendo superado por el lanzador Clayton Kershaw.
El 17 de noviembre de 2014, los Marlins y Stanton acordaron una extensión de 13 años y $325 millones, el contrato más lucrativo en la historia del deporte. El acuerdo incluyó una cláusula de no intercambio y la opción de Stanton de finalizar el contrato después de cumplir 30 años.

#### 2015
El 16 de abril de 2015, Stanton conectó el cuadrangular número 155 en su carrera, superando a Dan Uggla para convertirse en el líder de jonrones de todos los tiempos de los Marlins. El 26 de junio, se rompió el hueso ganchoso en su muñeca izquierda en un turno al bate en la novena entrada, dejándolo fuera de acción por el resto de la temporada.
En solo 74 juegos registró 27 jonrones y 67 impulsadas, con un promedio de bateo de .265.

#### 2016
El 26 de abril de 2016, Stanton pegó un jonrón de tres carreras ante el as de los Dodgers de Los Ángeles Clayton Kershaw. Fue el primer jonrón de tres carreras que Kershaw permitió en 844 entradas. Del 5 al 6 de julio, Stanton bateó cuatro jonrones en cuatro turnos al bate consecutivos en el Citi Field de Nueva York.
A pesar de no haber sido seleccionado para el Juego de Estrellas de 2016, Stanton estuvo entre los que representaron a la Liga Nacional en el Derby de Jonrones, el cual ganó con 61 jonrones en total, estableciendo un nuevo récord de jonrones en un solo Derby. Stanton conectó los 10 jonrones más largos y 18 de los 19 más largos entre los ocho competidores. En 119 juegos de 2016, Stanton bateó .240 con 27 jonrones y 74 carreras impulsadas. Se perdió 22 juegos en agosto y septiembre después de sufrir una distensión del tendón de la corva, que originalmente se pensó terminaría con su temporada.

#### 2017
Giancarlo Stanton participó para el equipo de Estados Unidos en el Clásico Mundial de Béisbol. En 2017, Stanton fue seleccionado para el equipo de la Liga Nacional en el Juego de Estrellas, su cuarta selección, jugada en Marlins Park. En ese momento, lideraba la Liga Nacional con 26 jonrones y bateaba .277 de promedio. También participó en el Derby de jonrones, pero perdió por un jonrón en la primera ronda ante el receptor de los Yankees de Nueva York, Gary Sánchez.
Nombrado Jugador de la Semana de la Liga Nacional el 13 de agosto, Stanton había bateado el cuadrangular número 250 de su carrera ese mismo día contra los Rockies de Colorado. Durante la semana, lideró la liga con seis jonrones y 11 carreras impulsadas, y promedió 1.037 de slugging y 1.416 de OPS. Mientras jugaba contra los Gigantes de San Francisco el 14 de agosto, Stanton bateó su cuadrangular número 43, estableciendo el récord de la franquicia de los Marlins para la mayor cantidad de jonrones en una temporada, que ostentaba Gary Sheffield al conectar 42 en 1996. Stanton conectó dicho jonrón contra Ty Blach, representado cinco juegos consecutivos con cuadrangular, estableciendo otro récord de franquicia. En un lapso de 35 juegos hasta el 15 de agosto, registró 23 jonrones, incluso en seis juegos seguidos. Solo Sammy Sosa (1998) y Barry Bonds (2001) pegaron más en un lapso de 35 juegos.
El 27 de agosto, Stanton se convirtió en el primer jugador desde Chris Davis en 2013 en conectar 50 jonrones en una temporada. También se convirtió en el sexto jugador en la historia de las Grandes Ligas en llegar a 50 jonrones antes de fines de agosto. Durante el juego del 29 de agosto contra los Nacionales de Washington, bateó su 18.º jonrón del mes, empatando a Rudy York con la mayor cantidad de jonrones en agosto, establecido en 1937. Stanton ganó el Premio Jugador del Mes de la Liga Nacional en agosto, liderando las mayores con 18 jonrones, 37 impulsadas, 28 carreras anotadas y porcentaje de slugging de .899. Stanton conectó su jonrón 57 y remolcó cuatro carreras el 23 de septiembre contra Arizona, llegando a 125 impulsadas en la temporada y superando el récord de la franquicia de Preston Wilson de 121 en 2000. Terminó la temporada con 59 jonrones, 132 impulsadas y promedio de bateo de .281. También fue el primer jugador en la Liga Nacional desde Prince Fielder en 2007 en conectar 50 o más jonrones en una temporada.
Antes del Juego 2 de la Serie Mundial de 2017, Stanton recibió el Premio Hank Aaron, el segundo de su carrera, como el "artista ofensivo más sobresaliente" en la Liga Nacional. El 16 de noviembre, Stanton fue nombrado el Jugador Más Valioso de la Liga Nacional, derrotando al primera base de los Rojos de Cincinnati, Joey Votto, por dos puntos de votación.
En el receso de temporada, la nueva propiedad de los Marlins intentó cambiar a Stanton para deshacerse de su gran contrato de la nómina; el 8 de diciembre, los Marlins acordaron cambiar a Stanton a los Cardenales, pero Stanton ejerció su cláusula de no cambio para rechazar formalmente el trato. Horas después, los Marlins finalizaron un intercambio con los Gigantes, pero Stanton nuevamente usó su cláusula de no intercambio para vetar la oferta.

### New York Yankees
El 11 de diciembre de 2017, los Yanquis de Nueva York adquirieron a Stanton y consideraciones en efectivo a cambio de Starlin Castro y los jugadores de ligas menores Jorge Guzmán y José Devers.

#### 2018
Stanton bateó dos jonrones, incluyendo uno en su primer turno al bate, en su debut con los Yanquis en el Día Inaugural de 2018. Fue el primer jugador del equipo desde Joe Pepitone en conectar más de un jonrón en el primer juego de la temporada. El 15 de mayo ante los Nacionales de Washington, Stanton conectó el hit 1.000 de su carrera en Grandes Ligas. El 4 de junio, mientras jugaba contra los Tigres de Detroit, el lanzador Mike Fiers, quien golpeó a Stanton en la cara en 2014, lo golpeó de nuevo, enfureciendo a Stanton. En su siguiente turno al bate, bateó un jonrón al jardín izquierdo, señalando a Fiers mientras lo conectaba. El 30 de agosto, frente a Francisco Liriano, Stanton conectó su jonrón número 300 convirtiéndose en el jugador número 147 en la historia de la MLB en hacerlo. Stanton jugó 158 partidos en 2018, terminando el año con un promedio de bateo de .266, 38 jonrones, 34 dobles y 100 carreras impulsadas. También se ponchó 211 veces, rompiendo el récord de los Yanquis previamente establecido por Aaron Judge.
En el Juego de Comodín de 2018 contra los Atléticos de Oakland, Stanton bateó el primer jonrón de postemporada de su carrera. El jonrón viajó 443 pies a 117 MPH, y los Yanquis ganaron 7-2.

### 2019

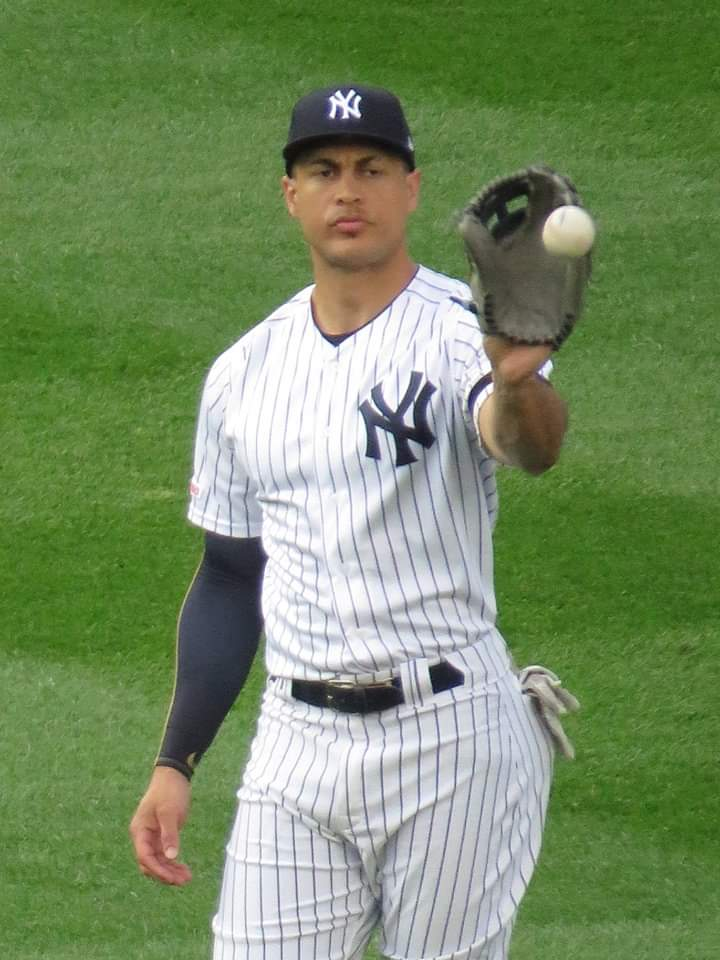
Stanton con los Yankees en 2019

El 1 de abril, Stanton fue colocado en la lista de lesionados de 10 días debido a una distensión de bíceps izquierdo de grado 1. El 22 de abril recibió una inyección de cortisona en el hombro izquierdo que se le administró para tratar una lesión preexistente. El 20 de mayo, fue enviado a clase A Advanced Tampa para una asignación de rehabilitación. Regresó el 20 de junio como jardinero derecho contra los Tampa Bay Rays. El 27 de junio, regresó a IL con una lesión en la rodilla, por lo que se perdió la serie de Londres contra Boston Red Sox. Fue reemplazado por su compañero jardinero, Mike Tauchman. El 11 de agosto, fue transferido a la lista de lesionados de 60 días y se perdió el resto de la temporada. En 2019 con los Yankees bateó (.288 / .403 / .492) con tres jonrones en 59 turnos al bate.

### 2020
El 23 de julio de 2020, Stanton abrió la temporada 2020 con el primer jonrón en la MLB del año, golpeado en la primera entrada del juego del Día Inaugural de los Yankees contra los Nacionales de Washington frente a Max Scherzer.
Stanton sufrió una lesión en el tendón de la corva en agosto, y se limitó a solo 23 juegos. Terminó la temporada regular bateando (.250) con cuatro jonrones y 11 carreras impulsadas.
En el Juego 1 de la Serie Divisional de la Liga Americana 2020 el 5 de octubre, Stanton conectó un grand slam en la novena entrada para impulsar a los Yankees a una victoria por 9-3 sobre los Tampa Bay Rays.